# 黎中亮
黎中亮（越南语：／，？—1880年），阮朝舉人、官員。

## 生平
黎中亮是廣義省平山縣富仁村人。
嗣德五年（1852年）在平定場考中壬子科舉人。中舉後黎中亮在家鄉辦學，後被朝廷任命爲南壇知縣。
後領平順按察使嗣德二十七年（1874年），被與他不合的同省巡撫和布政使密奏誣告。後降充清化山防幫辦。
嗣德三十三年（1880年）五月，與其他85人一起突然「死於有毒的山中氣體」，屍體由家人領回安葬。

## 家庭
- 第六子黎中亭，建福元年（1884年）甲申恩科舉人[2]
- 幼子黎中京，成泰十五年（1903年）癸卯科舉人[2]